# Sideritis hyssopifolia
Sideritis hyssopifolia, trajnica (do 40 cm visine) iz porodice medićevki, raširena po Italiji, Francuskoj, Španjolskoj,Portugalu i Švicarskoj, a raste i u Hrvatskoj.
Raste na visinama od 600 do 1800 metara visine. Aromatičnih je listova,u Španjolskoj i Francuskoj od njih rade čaj a Francuzi od cvjetnih vrhova priređuju i liker.Koristi se i u narodnoj medicini,kao tonik ,sredstvo za poticanje probave,te protiv dijareje.

## Naziv
Generičko ime ( sideritis ) potječe od grčke riječi "sideros" (= željezo) i označava biljku koja se koristi za liječenje rana uzrokovanih željeznim oružjem.  Specifični naziv ( hyssopifolia ) znači "imati lišće poput izopa " (rod biljaka iz porodice Lamiaceae ). 
Znanstveni naziv vrste je definirao Linnaeus (1707 - 1778), švedski biolog i pisac, koji se smatra ocem moderne znanstvene klasifikacije živih organizama, u publikaciji „ Species Plantarum - 2: godine 1753.

## Opis
Višegodišnja biljka koja naraste do visine od 40 (rijetko do 80) cm i dlakava je. Listovi su od 5 do 35 mm dugi i široki od 2 do 10 mm. Oni su linearni do jajoliki ili obrnuto ovalni ili obrnuto lanceolatni. Rub listova cjelovit, slabo nazubljen. Listovi su sjedeći ili peteljkasti.
U klasastim cvatovima su 5-15 cvjetova, sastoje se od obično šest latica. Čaška je otvorena 6 do 8 mm. Kruna je oko 10 mm duga, žute boje .
Broj kromosoma je 2n = 30.

## Vanjske poveznice
- RarePlants.eu, Sideritis hyssopifolia (Hyssop-Leafed Mountain Tea)